# 7" of the Month Club
7" of the Month Club verwijst naar twee aparte albumseries van de Amerikaanse punkband NOFX, die beide bestaan uit 7-inch singles die over de loop van twee jaar zijn uitgegeven. De opzet van de series is vergelijkbaar met de Fat Club-serie, eveneens een albumserie van het platenlabel Fat Wreck Chords, waarbij men een abonnement op de serie kon kopen om vervolgens elke periode een album toegestuurd te krijgen. De eerste reeks werd uitgegeven in 2005 en 2006. De tweede serie volgde in 2019.
Elke single bevat twee of drie nummers van de band en de albumhoes van elke plaat bestaat uit een van de ontwerpen die door fans zijn gemaakt en naar de band zijn opgestuurd. Verder is er bij het matrixnummer van elke zijde van elke schijf een korte zin gegraveerd die, samen met die van de andere platen uit de reeks, een kort verhaal vormt. De afbeeldingen op de achterkant van de twaalf singles fungeren als puzzel en vormen samen een afbeelding.

## 7" of the Month Club (2005-2006)
De singles van de eerste reekts zouden maandelijks worden uitgegeven in de loop van één jaar. Aan het begin van elke maand zou er een versie worden uitgebracht. De band raakte echter al snel achter op schema. De single die gepland was voor december kwam uit in februari.
| februari 2005 1. "Insulted By Germans (Again)" - 2:38 2. "Fan Mail" (cover van The Dickies) - 2:52 maart 2005 1. "Arming the Proletariat With Potato Guns" - 2:29 2. "I Am Going to Hell For This One" - 3:46 april 2005 1. "There's No Fun in Fundamentalism" - 1:49 2. "Fungus" - 0:22 3. "I'm a Huge Fan of Bad Religion" - 0:50 mei 2005 1. "Jamaica's Alright if You Like Homophobes" - 4:23 2. "No Way" (cover van The Adolescents) - 1:52 juni 2005 1. "Getting High on the Down Low" - 1:15 2. "You're Wrong" - 2:09 juli 2005 1. "Leaving Jesusland" - 2:52 2. "Benny Got Blowed Up" - 1:04 | augustus 2005 1. "Teenage Punching Bag" - 2:04 2. "One Way Ticket to Fuckneckville" - 2:54 september 2005 1. "Your Hubcaps Cost More Than My Car" - 2:28 2. "What Now Herb?" - 1:28 3. "California Über Alice" - 0:42 oktober 2005 1. "All My Friends in New York" - 2:10 2. "I, Melvin" - 2:27 november 2005 1. "You Will Lose Faith" - 3:09 2. "Last Night Was Really Fun?" - 1:55 december 2005 1. "Cool and Unusual Punishment" - 2:20 2. "Civil Defense" (cover van The F.U.'s) - 1:01 januari 2006 1. "Golden Boys" (cover van The Dickies) - 2:45 2. "The Man I Killed" - 1:58 |

## 7" of the Month Club (2019-2020)
In 2019 werd door Fat Wreck Chords bekendgemaakt dat de serie datzelfde jaar herhaald zou worden. Tijdens de uitgave van de twee serie werden twee albums per periode uitgegeven.
| "Scarlett O’Heroin" (augustus 2019) 1. "Scarlett O’Heroin" 2. "Doors 'n Fours" "Don’t Count On Me" (augustus 2019) 1. "Don’t Count On Me" 2. "There’s No “Too Soon” if Time is Relative" "My Eneme" (september 2019) 1. "My Eneme" 2. "Lunatic" "I Don’t Understand This World" (september 2019) 1. "I Don’t Understand This World" 2. "Naja" "My Bro Cancer-vive Cancer" (december 2019) 1. "My Bro Cancer-vive Cancer" 2. "Five" "My Trois" (december 2019) 1. "My Trois" 2. "She Don't Wanna Go to Sleep" | "I Love You More Than I Hate Me" (februari 2020) 1. "I Love You More Than I Hate Me" 2. "Darby Crashing" "My Wife Has a New GF" (februari 2020) 1. "My Wife Has a New GF" 2. "Revival" "Birmingham" (juli 2020) 1. "Birmingham" 2. "Alcopollack" "Fuck Day Six" (juli 2020) 1. "Fuck Day Six" 2. "Three Against Me" "Everybody Needs a Vice" (september 2020) 1. "Everybody Needs a Vice" 2. "The Audition" "PRBOD" (september 2020) 1. "PRBOD" 2. "Sylvia Plath Bake Sale" |